# Ramon Astruc de Cortielles
Ramon Astruc de Cortielles (Vic ? - ? 1444 o 1434), fou un teòleg i escriptor català en llengua llatina.

## Biografia
Fou canonge d'Elna cap al 1395 i canonge de Vic des del 1410.
Cortielles era un lul·lista que va prendre part, cap al 1395, en la controvèrsia sobre la immaculada concepció de Maria, és a dir, la creença que Maria va ser concebuda i va néixer sense la màcula del pecat original, que enfrontà franciscans (a favor, junt amb els comtes de Barcelona i els lul·listes) i dominics (en contra). Aquesta creença fou incorporada molt temps després, l'any 1854, com un dels dogmes de fe de l'Església catòlica, per una butlla del papa Pius IX.

## Obres
- Liber o Disputatio saecularis et iacobitae o Liber de conceptus uirginali o De conceptione Virginis Mariae ab ommni culpa originalis immuni.

Aquesta obra fou atribuïda, durant molt temps, a Ramon Llull.